# Mendel-szabályok
Johann Gregor Mendel, osztrák szerzetes miután borsón végzett genetikai kísérletei statisztikailag értékelhető eredményeket adtak, megalkotta alapvető törvényeit.

## Törvényei

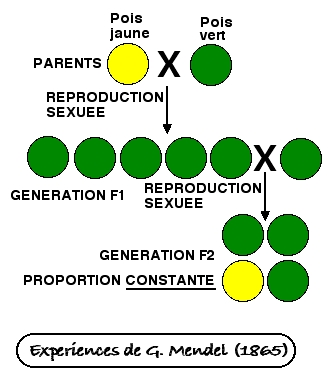
Mendel-törvények ábrázolása (Pr. Dr. Raynal)

1. Uniformitás szabálya, amely kimondja, hogy ha homozigóta szülőket keresztezünk, az utódnemzedék összes tagja genotípusában és fenotípusában is egyforma lesz.
2. Hasadás törvénye, mely szerint ha eltérő genotípusú homozigóta szülőket keresztezünk, az első utódnemzedékben a szülői tulajdonságok nem olvadnak össze, hanem ezt a nemzedéket továbbkeresztezve változatlanul megjelennek a második utódnemzedékben.
3. A független öröklődés törvénye, amely kimondja, hogy a különböző tulajdonságok egymástól függetlenül öröklődnek.
4. A gaméták tisztaságának törvénye, azaz a szétválás, elkülönülés (vagy szegregáció) törvénye. E szabály szerint az adott tulajdonságért felelős két örökletes faktor, azaz egy gén allélpárjának két tagja elválik egymástól (szegregál) az ivarsejtképzés, azaz a meiózis során.
5. A heterozigóták arányának csökkenése: Az öntermékenyülés generációról generációra felére csökkenti a heterozigóták arányát. F1: 100%, F2: 50%, F3: 25%, F4: 12,5%, F5: 6,25% F6: 3,12%. Ebből következik, hogy a sokadik (8.-10.) öntermékenyített generáció, teljesen homozigótának tekinthető. Ez azonban csak akkor igaz, ha a vizsgált tulajdonságokat meghatározó gének nem ugyanazon a kromoszómán, egymás közelében vannak (akkor ugyanis kapcsoltságról, kapcsolt öröklődésről beszélünk, mert ezek jellemzően együtt öröklődnek tovább).

## Története
Johann Gregor Mendel nagyon szerencsésen választotta ki a borsó tulajdonságait. Hét tulajdonságpár öröklődését kísérte figyelemmel, és később kiderült, hogy mind a hét génje más-más kromoszómán helyezkedik el. Kísérleteihez 22 borsófajtát használt, amelyek tehát a következő hét jól elkülöníthető alternatív változatokkal rendelkeztek: sárga vagy zöld magszín, gömbölyű vagy ráncos mag, zöld vagy sárga éretlen hüvelytermés, hosszú vagy rövid szár, a tengelyen egyesével sorakozó vagy a szár csúcsán csoportosuló virágok, egyenletesen domború vagy befűződött érett hüvelytermés, piros vagy fehér virágszín.
Mendel a kísérleteinél homozigóta szülőkből indult ki. A homozigóta szülőkhöz a következőképpen jutott: a kiindulási egyedek utódait nemzedékről nemzedékre önbeporzással beltenyésztette. Ha egy adott tulajdonságra (például a magalakra) nézve mindig csupán a szülőkre hasonlító utódot kapott, akkor ezek homozigóták voltak. Így állított elő biztosan homozigóta gömbölyű, illetve ráncos magvú borsónövényeket, ún. tiszta származéksorokat.
- Az uniformitás (hasonlóság) szabálya szerint az első hibridnemzedék (F1) valamennyi egyede egyforma. Az F1 nemzedék minden egyede heterozigóta. Fenotípusa a domináns-recesszív öröklésmenetben a/domináns tulajdonság, az intermedier öröklésmenetben pedig az intermedier tulajdonság.
- A szegregáció (hasadás) szabálya kimondja, hogy a második hibridnemzedékben (az F2-ben) a szülői tulajdonságok szétválnak. Ennek az a magyarázata, hogy a második hibridnemzedék egyedei között a heterozigóták mellett a homozigóták is megjelennek.

Mendel-törvények másképpen

- A reciprocitás (fordítottság, ellentettség) szabálya szerint a tulajdonság öröklődése szempontjából lényegtelen, hogy melyik szülő örökítette. Például a gömbölyű és a recés magvú borsó keresztezésekor Mendel ugyanolyan öröklésmenetet tapasztalt akkor is, ha az anyanövény recés és az apanövény gömbölyű magból fejlődött ki. Vagyis az AA x aa, illetve az aa x AA keresztezésekből kiinduló öröklésmenetek megegyeznek, az öröklődő tulajdonságok tekintetében a szülők felcserélhetők, megfordíthatok. Ez a Mendel-szabály csak korlátozottan, az ún. testi kromoszómákon (autoszómákon) elhelyezkedő gének által meghatározott tulajdonságok öröklődésére érvényes.

A tesztelő keresztezés során az ismeretlen genotípusú egyedet recesszív homozigóta egyeddel kell keresztezni. Ha a tesztelő keresztezés 100%-ban domináns tulajdonságú egyedeket eredményez, a kérdéses egyed genotípusa domináns homozigóta. Ha viszont a tesztelő keresztezés eredményeként 50%-ban domináns és 50%-ban recesszív tulajdonság jelentkezik, a kérdéses egyed genotípusa heterozigóta.
Az eddig tanulmányozott öröklésmenetekben mindig csak egyetlen tulajdonságpár öröklődését vizsgáltuk (monohibrid öröklésmenet).
A tulajdonságok több nemzedéken keresztül követett öröklődése az öröklésmenet. Ennek leírásakor egyezményes jeleket használunk. A szülőket P-vel jelöljük. (A P betű a latin parentes = szülő szó kezdőbetűje.) Az utódokat (a latin filialis generatio = utódnemzedék elnevezés kezdőbetűjével) az F betűvel jelöljük. Az F betű alsó indexe (F1, F2 stb.) azt mutatja meg, hogy a szülőktől számított hányadik utódnemzedékről van szó. A keresztezés jele: x.

## Kiegészítő információforrások
- Die praktische Anwendung der Gesetze am Beispiel der Zucht von Zierfischen. Zierfischverzeichnis.de. [2011. augusztus 17-i dátummal az eredetiből archiválva]. (Hozzáférés: 2010. január 18.) A törvények gyakorlati alkalmazása a díszhaltenyésztés példáján.